# The Claim (film fra 1918)
The Claim er en amerikansk stumfilm fra 1918 af Frank Reicher.

## Medvirkende
- Edith Storey som Belle Jones
- Wheeler Oakman som John MacDonald
- Mignon Anderson som Kate MacDonald
- Marian Skinner som Pansy Bryan
- Paul Weigel som Mike Bryan